# Séisme de 1946 à Nankai
Le séisme de 1946 à Nankai est un tremblement de terre qui s'est produit au Japon en 21 décembre 1946.

## Séisme du Nankaidō
De nombreux tremblements de terre historiques, portent le nom de « Nankai » ou « Nankaido » comme épicentres spécifiques connus à l'époque. Les séismes prennent souvent le nom de l'ère japonaise avec l'emplacement de l'épicentre comme Nankaido.

## Séisme de 1946 à Nankai
```
Le 
séisme
 de 1946 à Nankai est Japonais atteint une 
magnitude
 8,4 à 4 H 19 [locale], le 
21 décembre 1946
. Il affecte surtout le sud-ouest du Japon dans la zone de Nankai. Il est ressenti un peu partout dans les régions du centre et de l'ouest du pays. Un tsunami emporte 
14 259 maisons
, cause 
1 362 morts
 au Japon, et est observé sur les marégraphes en 
Californie
, à 
Hawaï
 et au 
Pérou
[
2
]
.
```